# Marphysa galluccii
Marphysa galluccii är en ringmaskart som beskrevs av Orensanz 1990. Marphysa galluccii ingår i släktet Marphysa och familjen Eunicidae. Inga underarter finns listade i Catalogue of Life.